# Alive '95
 Alive '95 è il primo album live della power metal band tedesca Gamma Ray.

## Tracce

### Disco Uno
1. Land of the Free – 5:29 – (Hansen)
2. Man on a Mission – 5:54 – (Hansen)
3. Rebellion in Dreamland – 8:24 – (Hansen)
4. Space Eater – 4:45 – (Hansen)
5. Fairytale – 0:44 – (Hansen)
6. Tribute to the Past – 4:48 – (Hansen/Rubach)
7. Heal Me – 7:27 – (Hansen/Schlachter)
8. The Saviour – 1:30 – (Hansen)
9. Abyss of the Void – 5:54 – (Hansen)
10. Ride the Sky – 5:57 – (cover degli Helloween) – (Hansen)
11. Future World – 7:28 – (cover degli Helloween) – (Hansen)
12. Heavy Metal Mania – 6:27 – (cover degli Holocaust) – (Mortimer)

### Disco Due
1. No Return – 4:03 – (Hansen)
2. Changes – 5:23 – (Hansen/Scheepers/Schlächter/Wessel)
3. Insanity & Genius – 4:09 – (Rubach/Nack)
4. Last Before the Storm – 4:11 – (Hansen)
5. Future Madhouse – 4:10 – (Hansen/Scheepers)
6. Heading for Tomorrow – 8:17 – (Hansen)

## Formazione
- Kai Hansen - chitarra solista, voce
- Dirk Schlächter - chitarra ritmica, tastiere
- Jan Rubach - basso
- Thomas Nack - batteria